# Medjed

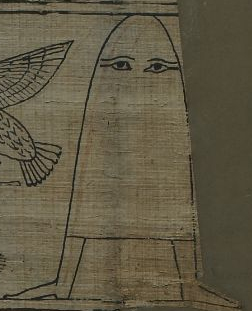
Una presunta raffigurazione di Medjed dal papiro di Greenfield.

Medjed è una divinità egizia minore appartenente alla religione dell'antico Egitto ed è menzionata nel Libro dei morti. A causa del suo aspetto simile ad un fantasma nelle illustrazioni del papiro di Greenfield, Medjed è divenuto un personaggio molto popolare in Giappone.

## Libro dei morti

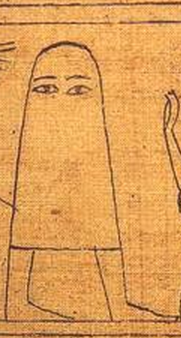
Un'altra presunta raffigurazione del dio dal papiro di Greenfield.

Nella diciassettesima formula del Libro dei morti Medjed (il cui nome in lingua egizia significa “castigatore” o “punitore”) viene menzionato insieme ad altre divinità poco conosciute nel seguente verso:
(Libro dei morti)
Inoltre, Sir Ernest Alfred Wallis Budge tradusse il seguente passaggio dei papiri del Nuovo Regno, noti come Recensione tebana del Libro dei morti:
(Recensione Tebana del Libro dei Morti)
Secondo John Taylor, un curatore di mostre al British Museum, attualmente non si hanno altre informazioni su Medjed.

## Nella cultura di massa
In un'illustrazione della formula sul foglio numero 76 del papiro di Greenfield, conservato nel British Museum, è presente una figura che si pensa possa essere Medjed: la figura è coperta da un velo che lascia scoperti solo gli occhi e i piedi. Dopo che nel 2012 il papiro venne esposto al museo d'arte Mori di Tokyo e al museo d'arte di Fukuoka, in Giappone, Medjed divenne popolare sulle reti sociali giapponesi per il suo aspetto molto simile ad un fantasma coperto da un lenzuolo.
Il dio è così divenuto parte della moderna cultura popolare giapponese, diventando un meme di internet ed un personaggio presente nei videogiochi e negli anime (come Kamigami no Ki, del 2016).